# Kaapora minutissimus
Kaapora minutissimus – gatunek kosarza z podrzędu Laniatores i rodziny Stygnidae. Jedyny znany przedstawiciel monotypowego rodzaju Kaapora.

## Występowanie
Gatunek wykazany z Brazylii.